# Ekstraordinær
Ekstraordinær har oprindelse via fransk extraordinaire fra latin extraordinarius og betyder som er ud over det sædvanlige.
Bruges for eksempel i disse sammenhænge
- Foreningen afholdt ekstraordinær generalforsamling.
- Arbejderne fik udbetalt en ekstraordinær månedsløn i bonus.